# Silvercertifikat

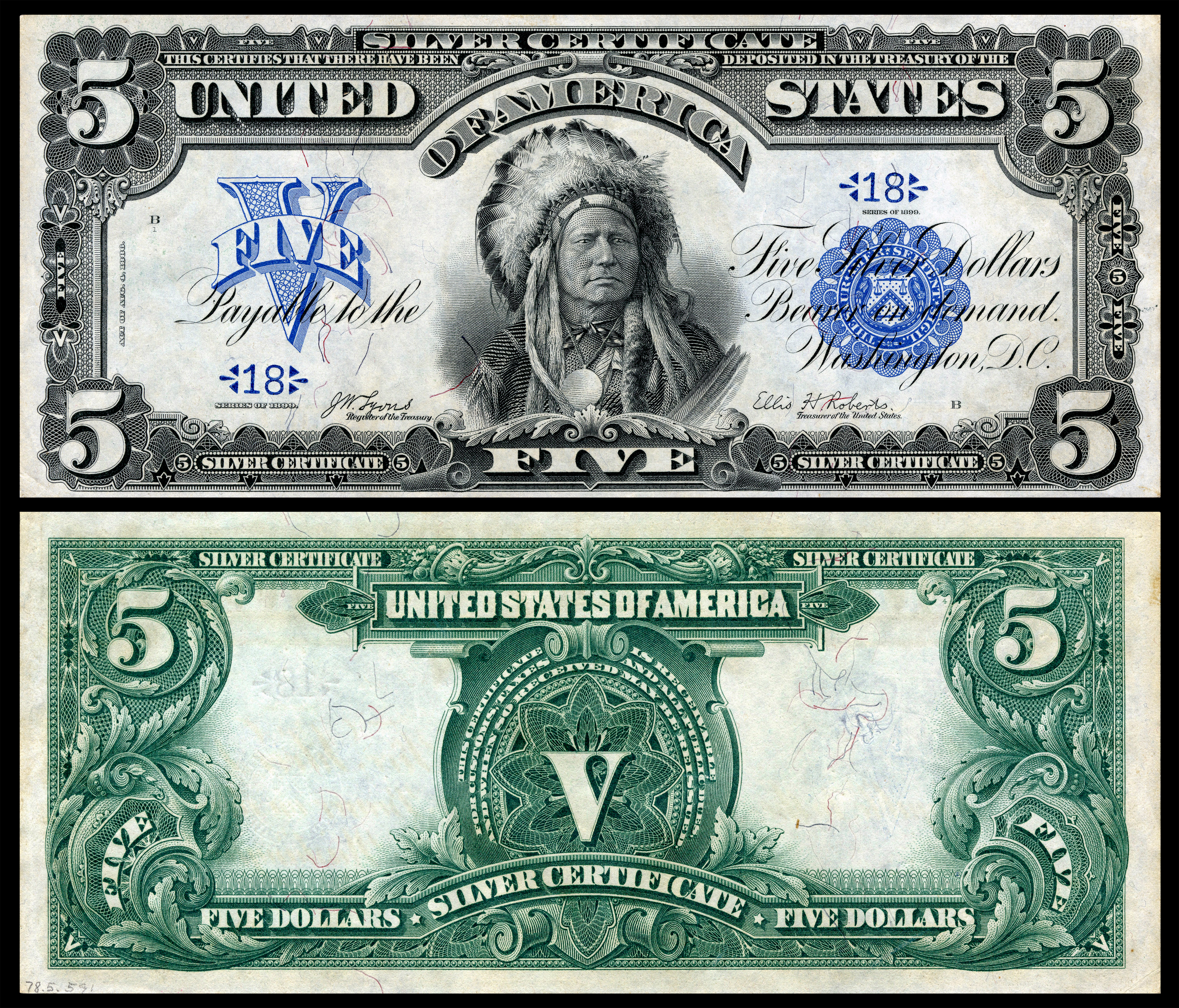
En femdollars silvercertifikat-sedel.

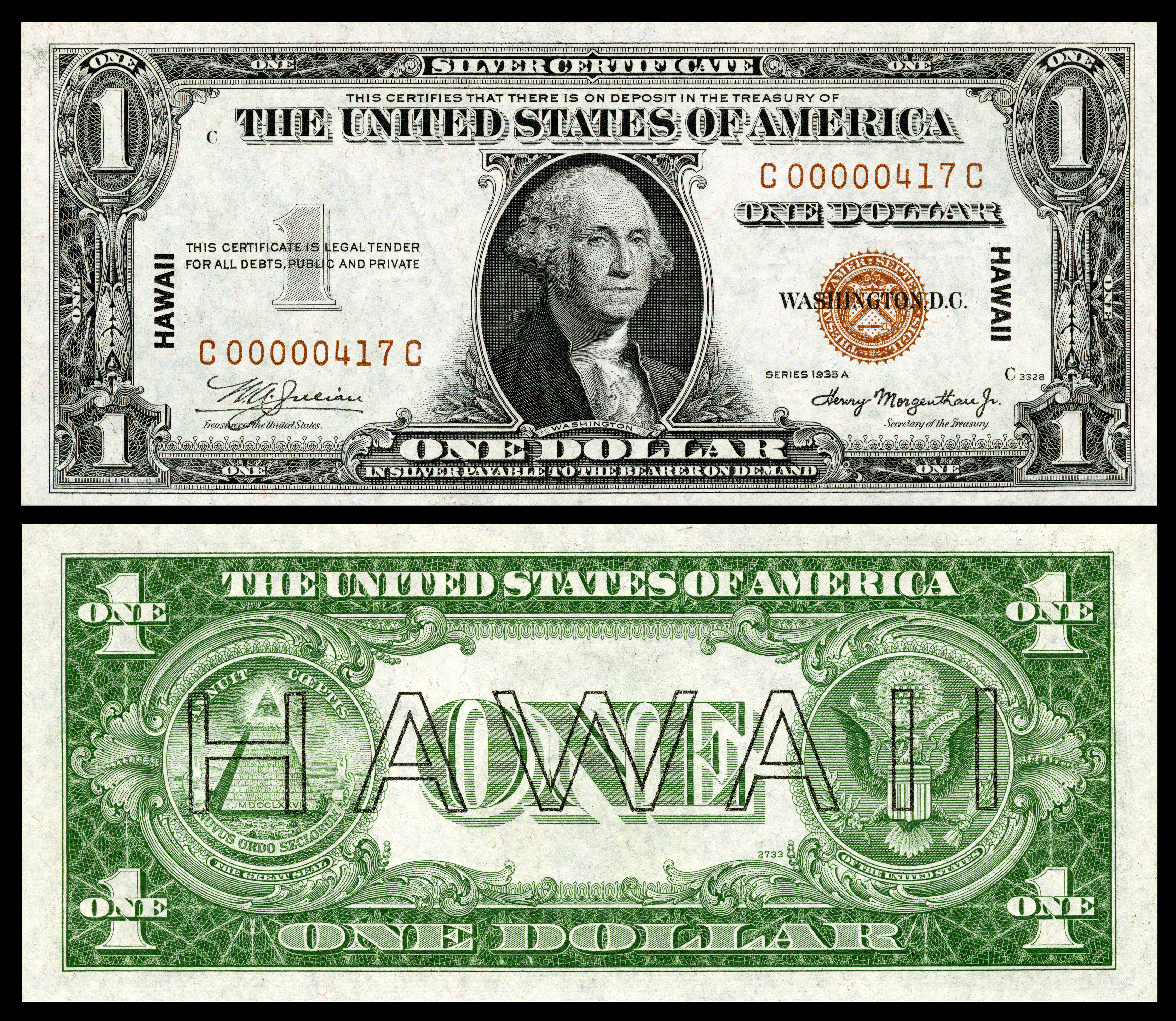
En endollars silvercertifikat-sedel.

Silvercertifikat (engelska: Silver Certificate) är en typ av representativa pengar som trycktes i USA 1878 till 1964, och som utgjorde en del av landets totala utgivning av papperspengar.